# Rabalder (berg- och dalbana)
Rabalder är en berg- och dalbana på Liseberg i Göteborg. Den byggdes av det tyska företaget Zierer Karusell und Spezialmaschinenbau GmbH och gjorde sin premiärtur den 25 april 2009.
Berg- och dalbanan är avsedd för barn, och är placerad i Kaninlandet, på samma ställe där Cirkusexpressen tidigare stod. Rabalder består av ett 13,2 meter långt tåg med plats för 20 personer. Åkturen börjar med att tåget åker upp för en backe och sedan rullar ner genom resten av den 222 meter långa banan. Oftast åker tåget två varv innan åkturen är över. Maxhastigheten är 40 km/h och de åkande utsätts för som mest 2,5 G.

## Bilder

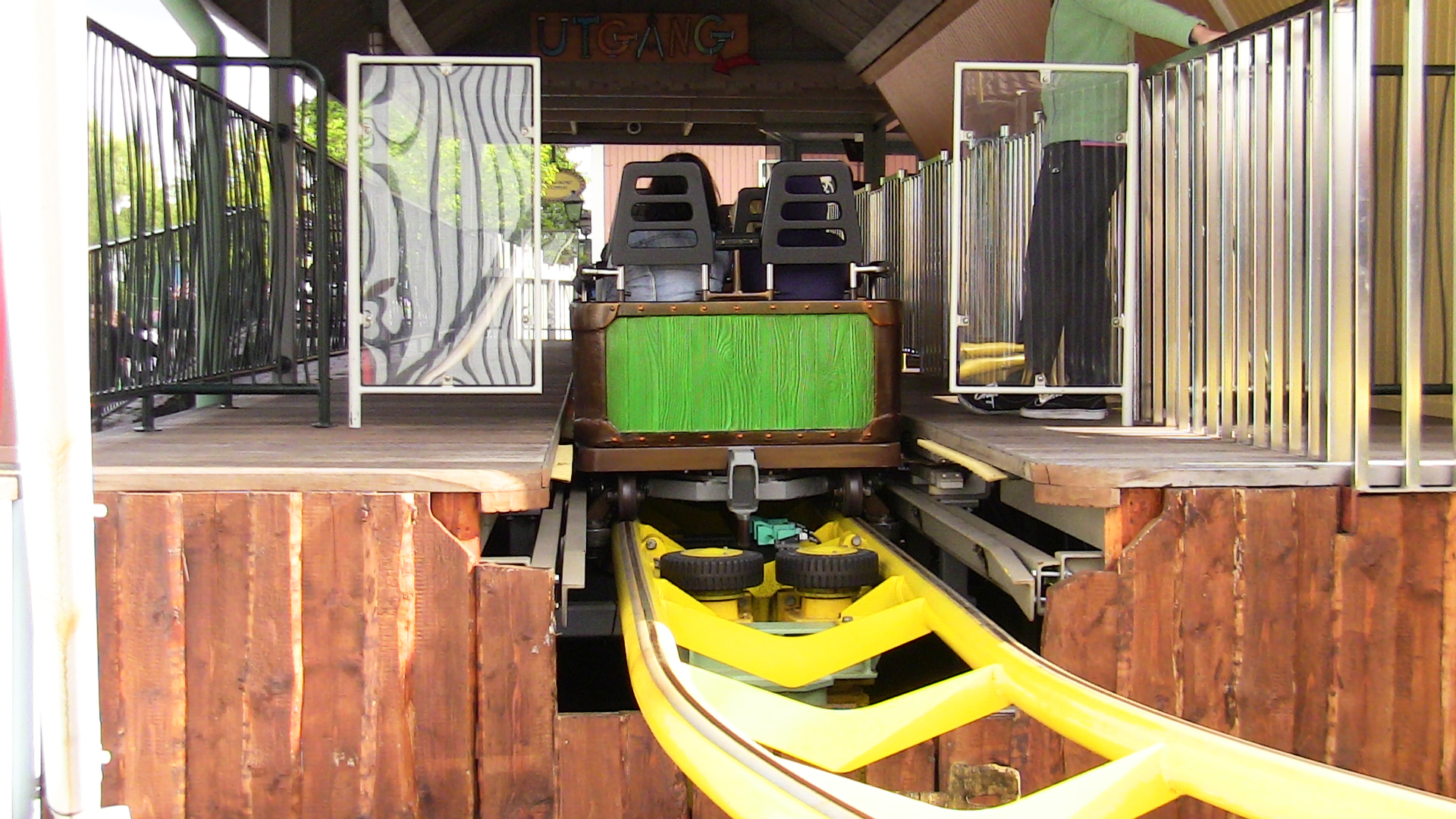
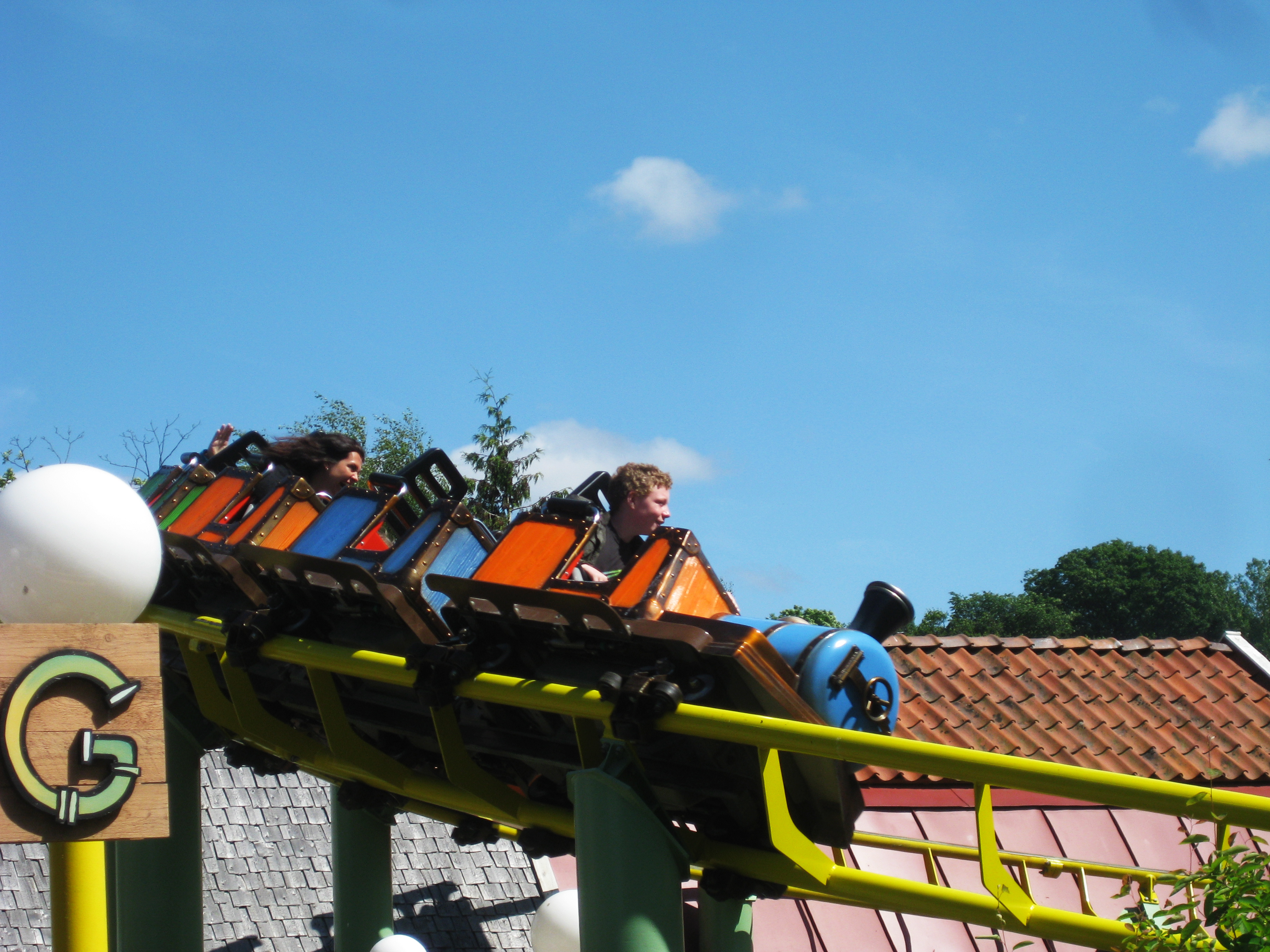
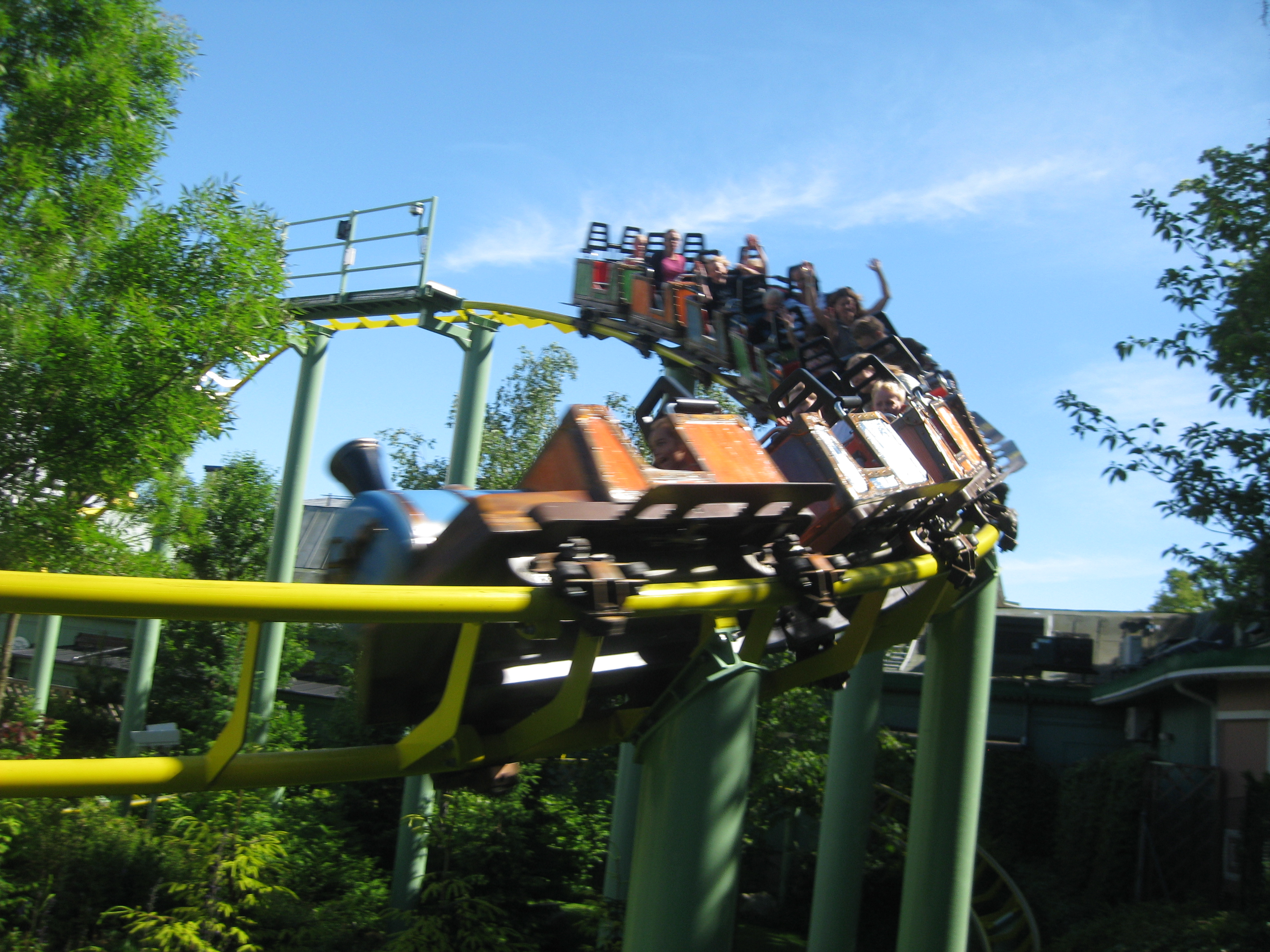
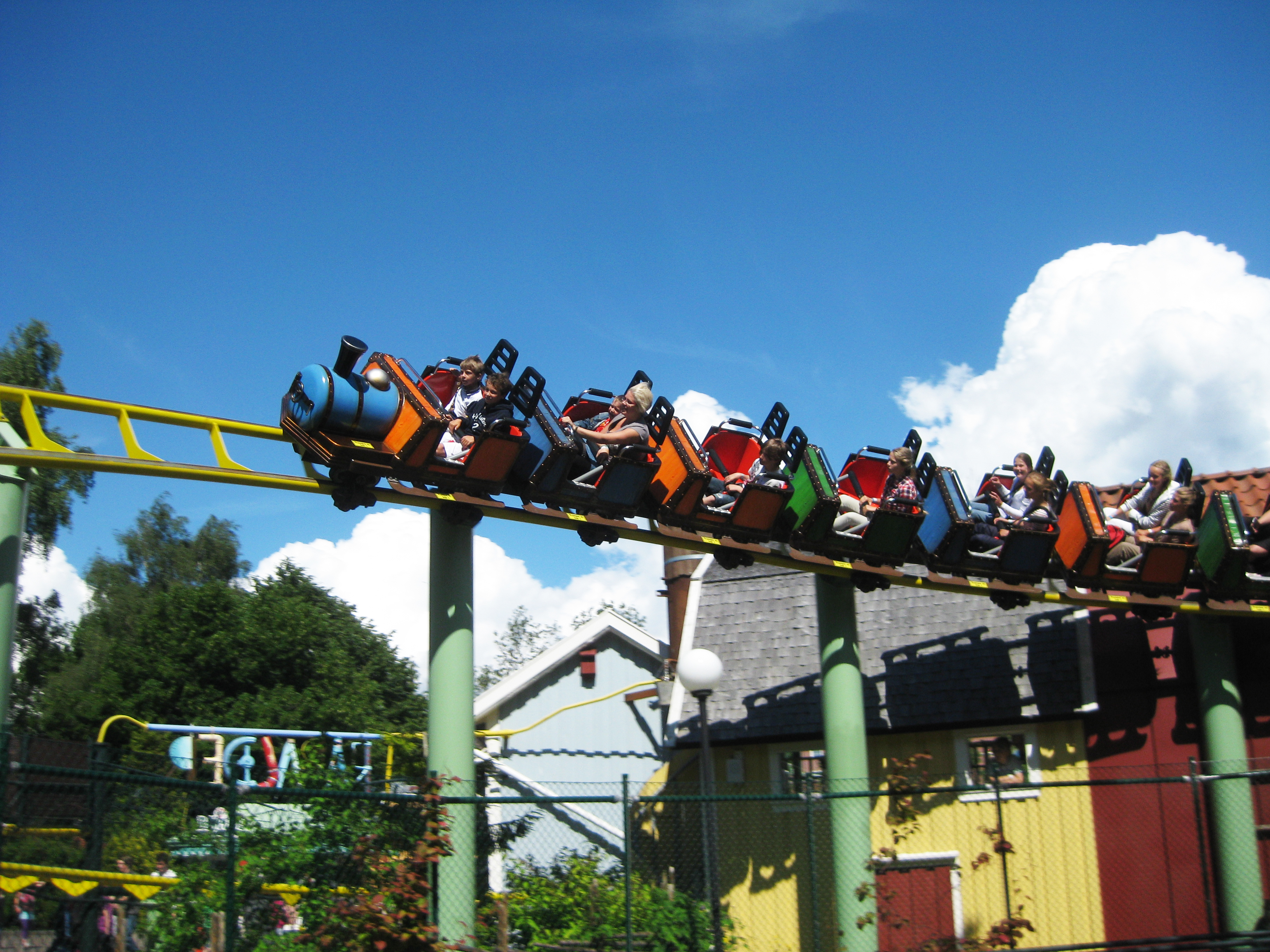
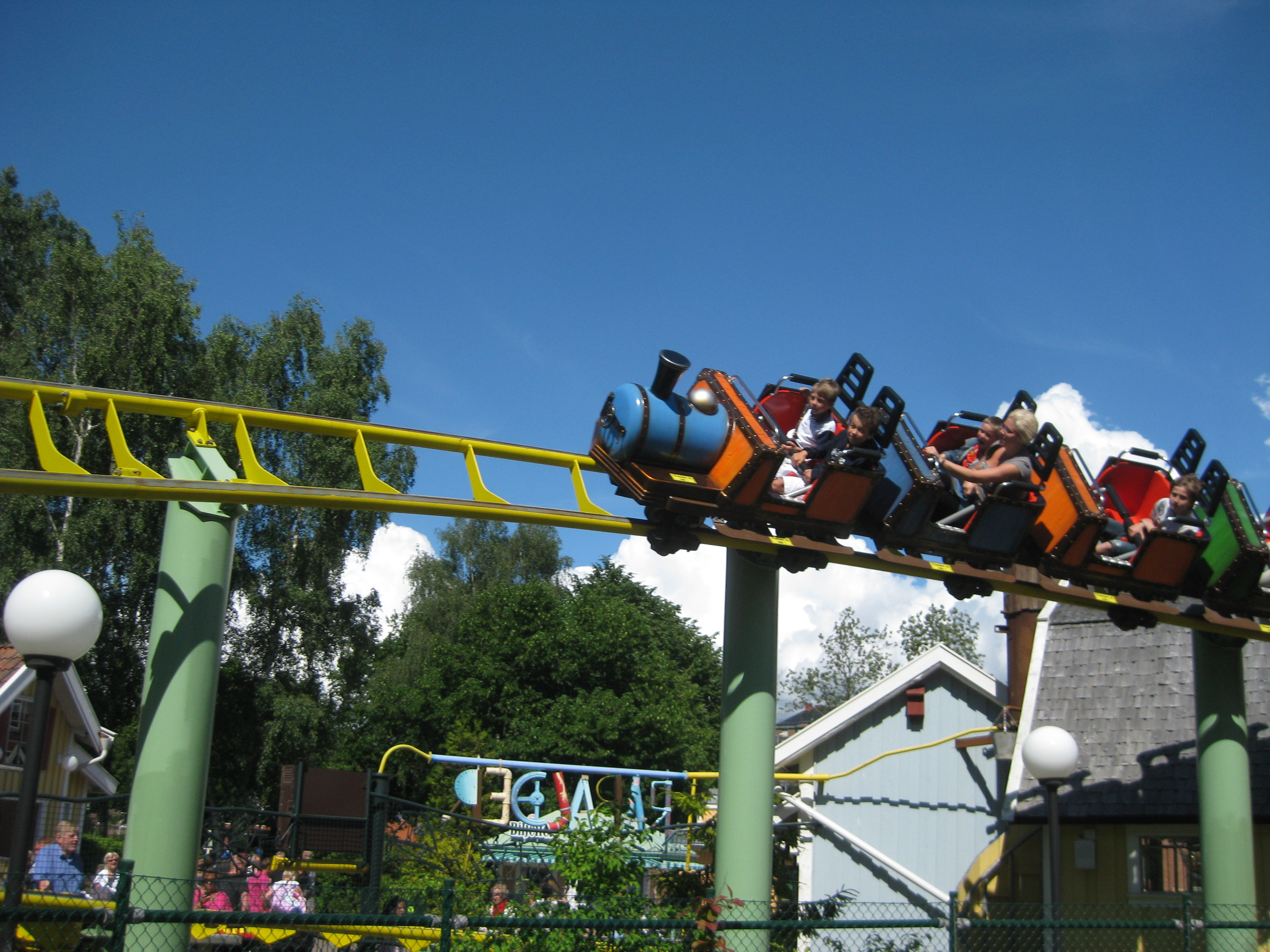
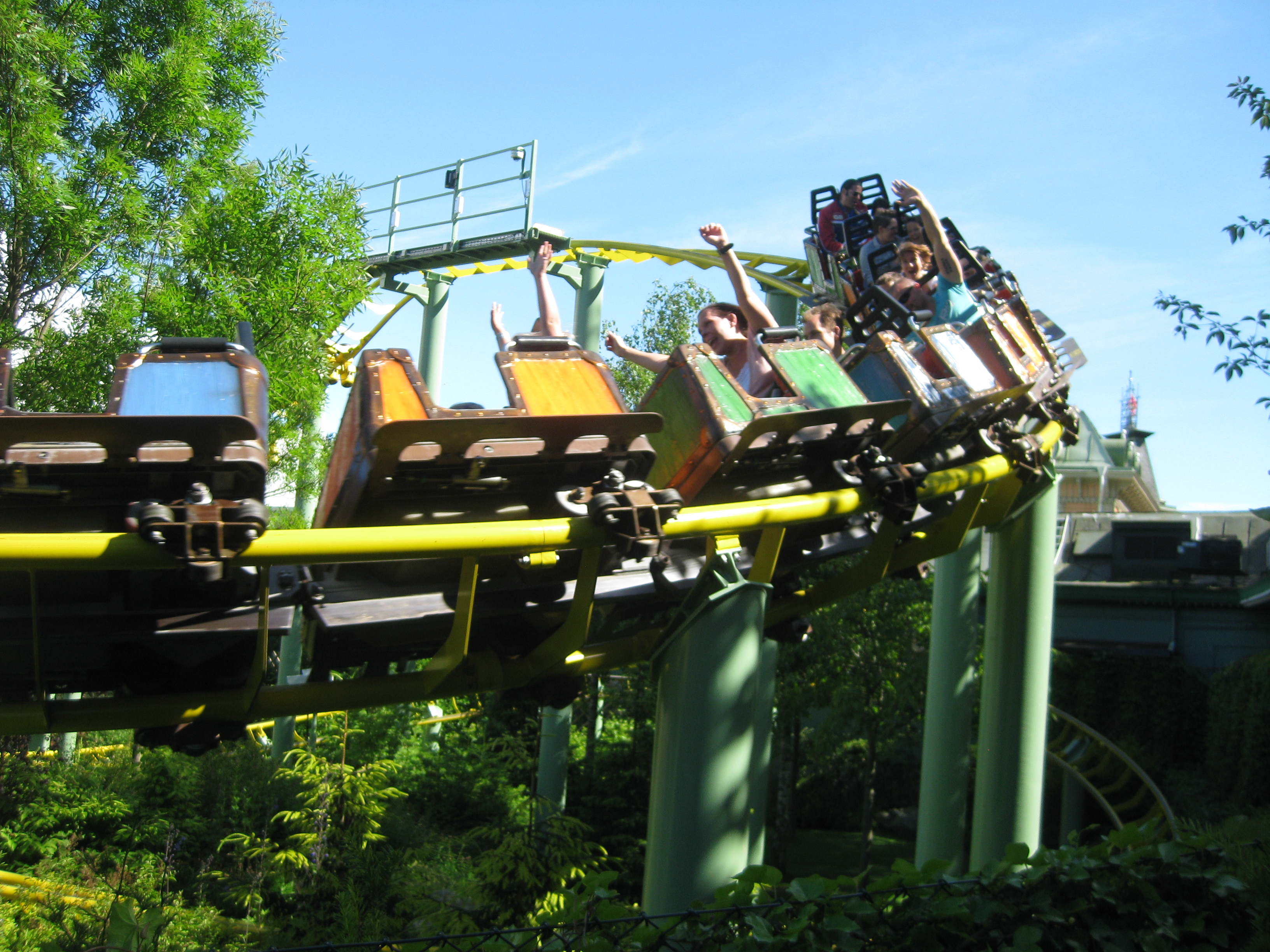